# Комарово (Ратновская поселковая община)
Комарово (укр. Комарове) — село в Ратновской поселковой общине Ковельского района Волынской области Украины.
До 2020 года входило в Ратновский район.
Код КОАТУУ — 0724286003. Население по переписи 2001 года составляет 488 человек. Почтовый индекс — 44107. Телефонный код — 3366. Занимает площадь 1,363 км².